# Wolfgang Freundorfer
Wolfgang Freundorfer (* 17. Juni 1947 in München; † 15. Januar 2020) war ein deutscher Schauspieler, der in den 1970er Jahren unter dem Namen Balthasar Parodien erfolgreicher deutscher Schlager interpretierte.

## Karriere
Bekannt wurde Wolfgang Freundorfer in den 1970er Jahren als Schlagersänger Balthasar, indem er Parodien von Schlagern, unter anderem Der Junge mit dem Hund von Monika, veröffentlichte. Ab 2000 war er Ensemblemitglied bei der Iberl-Bühne. In der Telenovela Sturm der Liebe verkörperte er 2006 und 2007 sowie 2010 in insgesamt 48 Folgen die Rolle des Hopfenhändlers Franz Hochleitner. Weiterhin war er in den Fernsehserien Tatort, Kanal Fatal sowie Herbert & Schnipsi zu sehen.

## Diskografie
- 1972: Oh Muater bist scho wieder blau / Rama Damma
- 1973: Der Junge mit dem Hund von Monika / Ja hast denn du mein Briaf net kriagt?
- 1973: Ja hast denn du mein Briaf net kriagt? / Ja, da hammas wieder
- 1974: Marie, mir bleim dahoam / Pedro (Montagmorgen im Hofbräuhaus)
- 1976: I kann gut Englisch / 1-2-3-4 g’suffa

## Filmografie (Auswahl)
- 2004: Der Alte – Folge 301: Die Maske
- 2005: Utta Danella – Eine Liebe in Venedig
- 2005: Herbert und Schnipsi
- 2006–2007, 2010: Sturm der Liebe
- 2008: Die Jahrhundertlawine
- 2008–2010: Kanal fatal (20 Folgen)
- 2009: Normal is des ned
- 2009: Tatort – Der Gesang der toten Dinge